# Дигамбари
Дигамбари (деванагарі: दिगंबर — одягнуті в небо) — одна з двох основних сект джайнізму (представники іншої називаються светамбарами), ченці якої не носять одягу. На відміну від светамбарів, дигамбари вважають, що жінки не можуть досягнути стану мокші. Поділ на дигамбарів та светамбарів відбувся в 4-му столітті до н. е.
Хоча ченці-дигамбари не носять одягу, вони вважають себе не голими, а одягнутими в природне середовище. Відмова від одягу означає для них заперечення прагнення тіла до комфорту і до особистого майна. Від дигамбарів-мирян відмови від одягу не вимагається. Аскетам дозволено мати в особистій власності віничок із пір'я фазана і бурдюк із водою.

## Виноски
1. ↑  Dundas, Paul (2002), The Jains (вид. Second), Routledge, ISBN 0-415-26605-X, архів оригіналу за 6 жовтня 2016, процитовано 7 березня 2018 {{citation}}: Cite має пустий невідомий параметр: |8= (довідка)